# 2017년 KBL 드래프트
2017 프로농구 신인 지명회의(2017 KBL Draft)는 2017년 10월 30일 잠실학생체육관에서 열렸다

## 지명 방식
- 1~8순위 추첨은 지난시즌 3~10위팀을 대상으로 한다.
- 2라운드부터는 지명순서의 역순으로 지명한다.

| 지명순위 | 1  | 2  | 3    | 4  | 5   | 6        | 7    | 8          | 9      | 10  |
| -------- | -- | -- | ---- | -- | --- | -------- | ---- | ---------- | ------ | --- |
| 팀       | KT | LG | 삼성 | SK | KCC | 전자랜드 | 동부 | 현대모비스 | 오리온 | KGC |

## 드래프트 결과
- 일반 참가 선수는 출신교를 따로 표기하지 않았음.

| 지명 순위 | kt              | kt              | KCC             | SK              | KCC                | 전자랜드          | DB              | 현대모비스      | 오리온          | KGC             |
| --------- | --------------- | --------------- | --------------- | --------------- | ------------------ | ----------------- | --------------- | --------------- | --------------- | --------------- |
| 1         | 허훈 (연세대)   | 양홍석 (중앙대) | 유현준 (한양대) | 안영준 (연세대) | 김국찬 (중앙대)    | 김낙현 (고려대)   | 이우정 (중앙대) | 김진용 (연세대) | 하도현 (단국대) | 전태영 (단국대) |
| 지명 순위 | KGC             | 오리온          | SK              | DB              | 전자랜드           | 삼성              | 현대모비스      | 삼성            | LG              | LG              |
| 2         | 정강호 (상명대) | 이진욱 (건국대) | 최성원 (고려대) | 윤성원 (한양대) | -                  | 홍순규 (단국대)   | 손홍준 (한양대) | 정준수 (명지대) | 이건희 (경희대) | -               |
| 지명 순위 | kt              | LG              | 삼성            | SK              | KCC                | 전자랜드          | DB              | 현대모비스      | 오리온          | KGC             |
| 3         | 김우재 (중앙대) | 정해원 (조선대) | -               | -               | -                  | 최우연 (성균관대) | -               | 김윤 (고려대)   | 김근호 (목포대) | 장규호 (중앙대) |
| 지명 순위 | KGC             | 오리온          | 현대모비스      | DB              | 전자랜드           | KCC               | SK              | 삼성            | LG              | kt              |
| 4         | -               | -               | 이민영 (경희대) | -               | 김정년 (경희대 졸) | -                 | -               | -               | -               | -               |
| 지명 순위 | kt              | LG              | 삼성            | SK              | KCC                | 전자랜드          | DB              | 현대모비스      | 오리온          | KGC             |
| 5         | -               | -               | -               | -               | -                  | -                 | -               | 남영길 (상명대) | -               | -               |

## 드래프트 화제
- 이번 드래프트는 허재 국가대표 감독의 차남인 허훈이 나온다.
- 허훈과 더불어 1순위로 거론되는 중앙대학교 1학년 양홍석, 한양대학교 2학년 유현준등 얼리드래프트들도 많이 나온다.
- 창원 LG 세이커스는 부산 kt와 트레이드로 조성민+2라운드 지명권 ↔ 김영환+1라운드 지명권 양도. 그러므로 부산 kt는 32%(64개)이다.
- 서울 삼성 썬더스는 전주 KCC 이지스와 트레이드로 김태술+2라운드 지명권 ↔ 이현민+1라운드 지명권 양도. 그러므로 전주 KCC는 17.5%(35개)이다.

## 같이 보기
- KBL 드래프트